# Donald Fleming

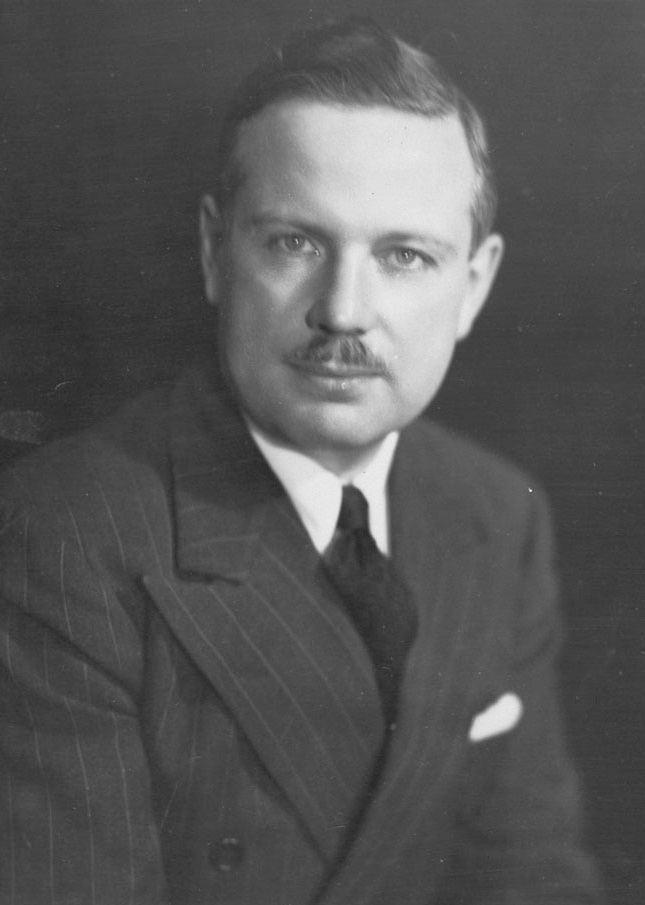
Donald Fleming

Donald Methuen Fleming PC QC (* 23. Mai 1905 in Exeter, Ontario; † 31. Dezember 1986 in Toronto) war ein kanadischer Rechtsanwalt, Hochschullehrer und Politiker der Progressiv-konservativen Partei Kanadas, der siebzehn Jahre lang Abgeordneter des Unterhauses sowie mehrere Jahre Minister war.

## Leben

### Rechtsanwalt, Unterhausabgeordneter und erfolglose Kandidaturen als Parteivorsitzender
Fleming absolvierte nach dem Schulbesuch zunächst ein grundständiges Studium, das er mit einem Bachelor of Arts (B.A.) abschloss. Ein darauf folgendes Studium der Rechtswissenschaften beendete er mit einem Bachelor of Laws (LL.B.) und war nach seiner anwaltlichen Zulassung als Barrister tätig. Seine politische Laufbahn begann Dorion in der Kommunalpolitik, als er zwischen 1939 und 1944 Mitglied des Stadtrates von Toronto war. Für seine anwaltlichen Verdienste wurde er später zum Kronanwalt (Queen’s Counsel) ernannt.
Fleming wurde als Kandidat der Progressiv-konservativen Partei bei der Unterhauswahl vom 11. Juni 1945 im Wahlkreis Eglinton erstmals als Abgeordneter in das Unterhaus gewählt und gehörte diesem mehr als siebzehn Jahre lang bis zum 7. April 1963 an, nachdem er für die Unterhauswahl am 8. April 1963 nicht mehr kandidiert hatte.
Nach dem Rücktritt von John Bracken als Vorsitzender der Progressiv-konservativen Partei bewarb sich Fleming auf dem Parteitag am 2. Oktober 1948 um dessen Nachfolge, unterlag jedoch dem bisherigen Premierminister von Ontario George A. Drew. Nachdem Drew wiederum am 29. November 1956 als Parteivorsitzender zurückgetreten war, kandidierte er erneut für dieses Amt. Allerdings unterlag er abermals bei seinen Bemühungen, und zwar auf dem Parteitag am 14. Dezember 1956 gegen John Diefenbaker.
Während der sogenannten Pipeline-Debatte wurde er im Mai 1956 vom damaligen Unterhaussprecher Louis-René Beaudoin wegen einer Frage ungerechtfertigt zur Ordnung gerufen und schließlich von der weiteren Teilnahme an der Debatte ausgeschlossen. Bei der Pipeline-Debate vom 8. Mai bis 6. Juni 1956 handelte es sich um eine der bekanntesten Konfrontationen in der kanadischen Parlamentsgeschichte, nachdem C. D. Howe, Handels- und Gewerbeminister der liberalen 17. kanadischen Regierung unter Premierminister Louis Saint-Laurent, entschieden hatte, dass eine Pipeline zum Transport von Erdgas von Alberta nach Zentral-Kanada eine nationale Notwendigkeit sei.

### Minister
Am 21. Juni 1957 wurde er von Premierminister John Diefenbaker zum Finanzminister und Schatzmeister in das 18. kanadische Kabinett berufen und bekleidete diese Funktion bis zum 8. August 1962. Seine Amtszeit als Finanzminister war geprägt von Streitigkeiten über die Geld- und Fiskalpolitik der Regierung Diefenbaker mit dem damaligen Gouverneur der Bank von Kanada, James Coyne. Insbesondere Coynes strikte Ablehnung der expansionistische Geldpolitik der Regierung irritierte nicht nur Fleming, sondere auch zahlreiche führende Wirtschaftswissenschaftler, die einen offenen Brief unterzeichnet hatten, in dem Coynes Rücktritt gefordert wurde. Anfangs wies Coyne dies zurück, trat aber schließlich doch am 13. Juli 1961 zurück, nachdem er sich einer parlamentarischen Forderung zum Rücktritt ausgesetzt sah.
Im Rahmen einer Kabinettsumbildung wurde Fleming anschließend am 8. August 1962 Nachfolger von Davie Fulton als Justizminister und Attorney General und behielt diese Ämter bis zum Ende von Diefenbakers Amtszeit am 21. April 1963.
Auf dem Parteitag der Progressiv-konservativen Partei am 9. September 1967 gehörte er zu den Gegenkandidaten John Diefenbakers, unterlag aber letztlich gegen Robert Stanfield, der Premierminister von Nova Scotia war, sowie anderen Gegenkandidaten.
Im Anschluss zog er sich endgültig aus dem politischen Leben zurück und war wieder als Rechtsanwalt tätig.